# Ryan Reynolds
Ryan Rodney Reynolds (ur. 23 października 1976 w Vancouver) – kanadyjski aktor i producent telewizyjny i filmowy.

## Życiorys

### Rodzina i edukacja
Urodził się w Vancouver w Kolumbii Brytyjskiej w rodzinie rzymskokatolickiej jako najmłodszy z czterech synów Tammy Reynolds i Jamesa Chestera „Jima” Reynoldsa (1941–2015). Jego ojciec był emerytowanym policjantem Kanadyjskiej Królewskiej Policji, który później prowadził hurtownię artykułów spożywczych, a jego matka była ekspedientką. Jego rodzina była irlandzkiego pochodzenia.
Po ukończeniu w 1994 szkoły średniej Kitsilano Secondary School w Vancouver podjął studia na Kwantlen Polytechnic University.

### Kariera
Po raz pierwszy pojawił się przed kamerą w wieku 17 lat, grając podwójną rolę (nastoletniego Ganesha i Jeffreya) w kanadyjskim dramacie Zwyczajna magia (Ordinary Magic, 1993). Na małym ekranie zadebiutował jako Billy Simpson w serialu telewizyjnym Piętnaście (Hillside, 1993), a swoją rolą zwrócił na siebie uwagę telewidzów i krytyków, dzięki czemu uzyskał nominację do Nagrody Filmowej dla Młodych dla najlepszego młodego aktora w serialu kablowym. Następnie zagrał m.in. w przygodowym serialu familijnym Odyseja (The Odyssey, 1993–1994), w miniserialu Z zimną krwią (In Cold Blood, 1996) i dramacie telewizyjnym Naznaczona (Serving in Silence: The Margarethe Cammermeyer Story, 1995) u boku Glenn Close. Miał zagrać rolę Xandera Harrisa w Buffy: Postrach wampirów (Buffy the Vampire Slayer, 1997), którą jednak przyjął Nicholas Brendon. Uznanie zdobył rolą studenta medycyny Michaela Bergena w sitcomie CBS Oni, ona i pizzeria (Two Guys, a Girl and a Pizza Place, 1998–2001).
Po udziale w filmie Poszukiwana (Buying the Cow, 2000) i roli dramatycznej w dreszczowcu niezależnej produkcji Finder’s Fee (2001) zagrał główną rolę lekkomyślnego idola uniwersyteckiego kampusu i genialnego organizatora odlotowych imprez na wielką skalę w filmie Wieczny student (Van Wilder, 2002). Za tę rolę był nominowany do nagrody kinowej MTV. Później trafił do obsady komedii: Teściowie – nowa wersja (In-Laws, 2003) jako zakochany syn Michaela Douglasa i O dwóch takich, co poszli w miasto (Harold and Kumar Go..., 2004) w roli pielęgniarza. Wcielił się w postać Hannibala Kinga w horrorze sensacyjnym Blade: Mroczna trójca (Blade: Trinity, 2004), opartym na komiksie o wiecznym łowcy. W 2005 w Los Angeles odebrał nagrodę przyznawaną dla Młodych Hollywoodzkich Artystów. Za główną rolę George’a Lutza, mrocznego bohatera remake’u horroru Amityville (The Amityville Horror, 2005) otrzymał nagrodę Teen Choice.

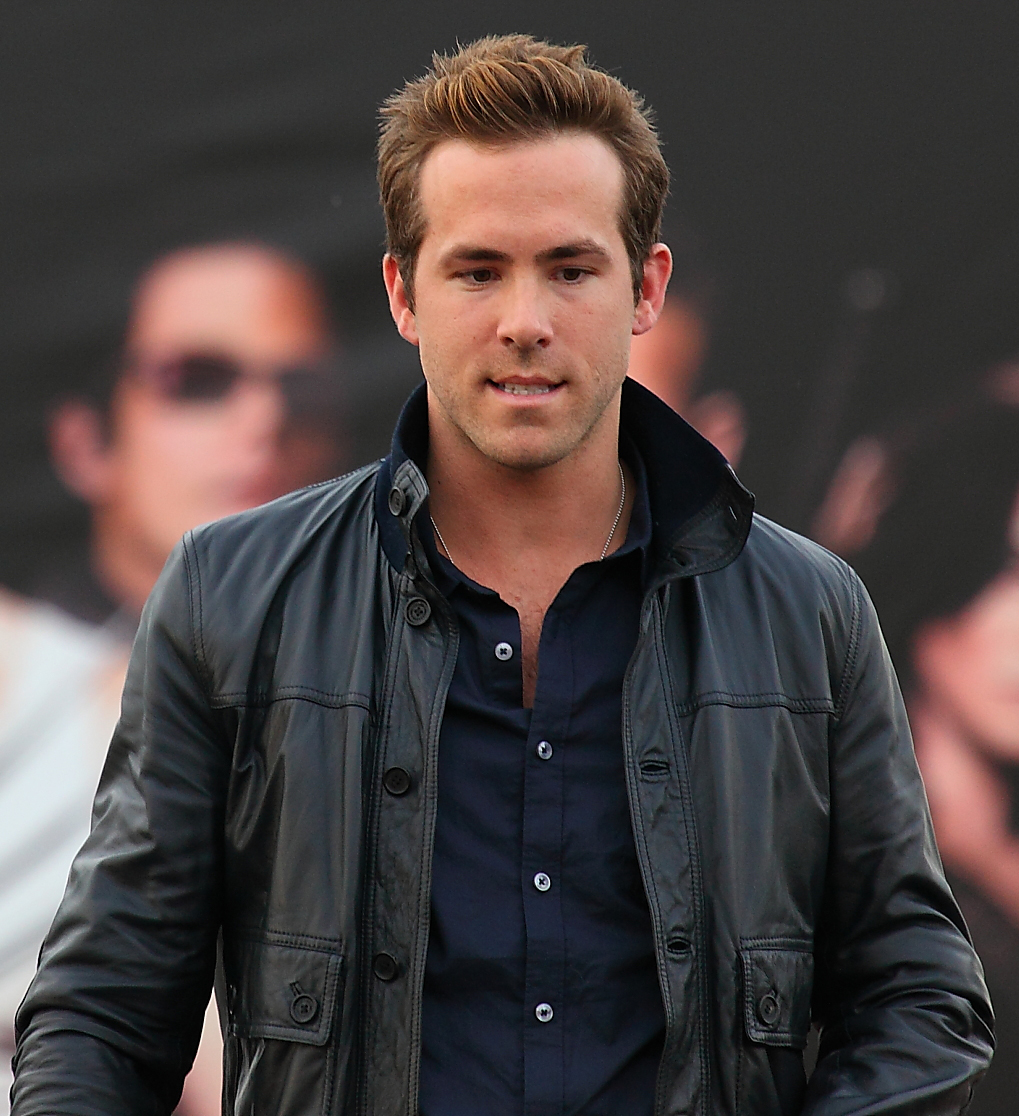
Reynolds (2009)

Za rolę Andrew Paxtona, asystenta redaktorki naczelnej (Sandra Bullock) dużego nowojorskiego wydawnictwa książek, którego ostatecznym celem kariery jest zostać redaktorem w komedii romantycznej Anne Fletcher Narzeczony mimo woli (2009) był nominowany do MTV Movie Awards 2010 w kategoriach: najlepszy występ komediowy i najlepszy pocałunek, a także do nagród: People’s Choice Award w kategorii ulubiony zespół na ekranie, Teen Choice Awards 2009 jako gwiazdor lata, Teen Choice Awards 2010 jako najlepszy aktor komedii romantycznej oraz za filmową chemię i długi pocałunek. Rola tytułowa w fantastycznonaukowym film akcji Tima Millera Deadpool (2016) na podstawie serii komiksów o antybohaterze o tej samej nazwie wydawnictwa Marvel Comics przyniosła mu Nagrodę Saturna w kategorii najlepszy aktor, MTV Movie Awards za najlepszy występ komediowy i najlepszą walkę z Edem Skreinem, Teen Choice Awards za najlepszy napad złości, People’s Choice Award jako ulubiony aktor filmowy oraz nominację do Złotego Globu dla najlepszego aktora w filmie komediowym lub musicalu.

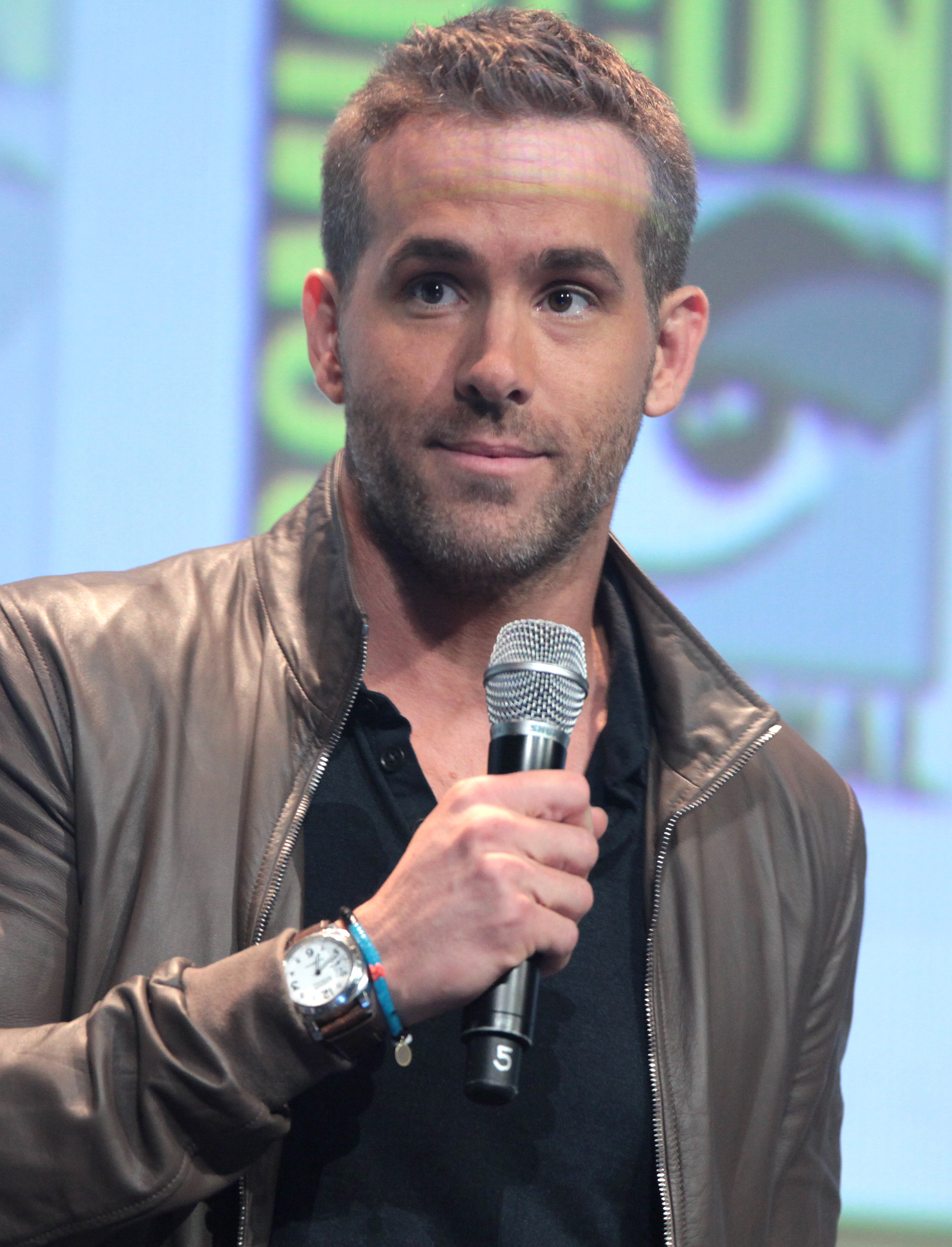
Reynolds (2015)

Jego zdjęcia zostały opublikowane na okładkach magazynów, takich jak „Men’s Health” (w styczniu 2005, w marcu 2007, w kwietniu 2009, w marcu 2016 i we wrześniu 2017), „Men’s Fitness” (w grudniu 2005 i w czerwcu 2018), „The Advocate” (w sierpniu 2007), „GQ” (w październiku 2009, w kwietniu 2011, we wrześniu 2013 i w maju 2016), „Details” (w czerwcu 2011 i w sierpniu 2013), „Esquire” (w marcu 2012 i w lutym 2016), „InStyle” (w marcu 2013), „People” (w listopadzie 2009 i w lutym 2016) oraz „Harper’s Bazaar” (w marcu 2018).
23 września 2020 Wrexham Supporters Trust ogłosił, że prowadzi rozmowy dotyczące zakupu walijskiego klubu piłkarskiego Wrexham F.C. przez partnerów biznesowych - Reynoldsa i jego kolegi Roba McElhenneya. 16 listopada tego samego roku potwierdzono, że Reynolds i McElhenney przejęli klub po otrzymaniu wsparcia Wrexham Supporters Trust, co w lutym 2021 zatwierdził Urząd Nadzoru Finansowego.

## Życie prywatne

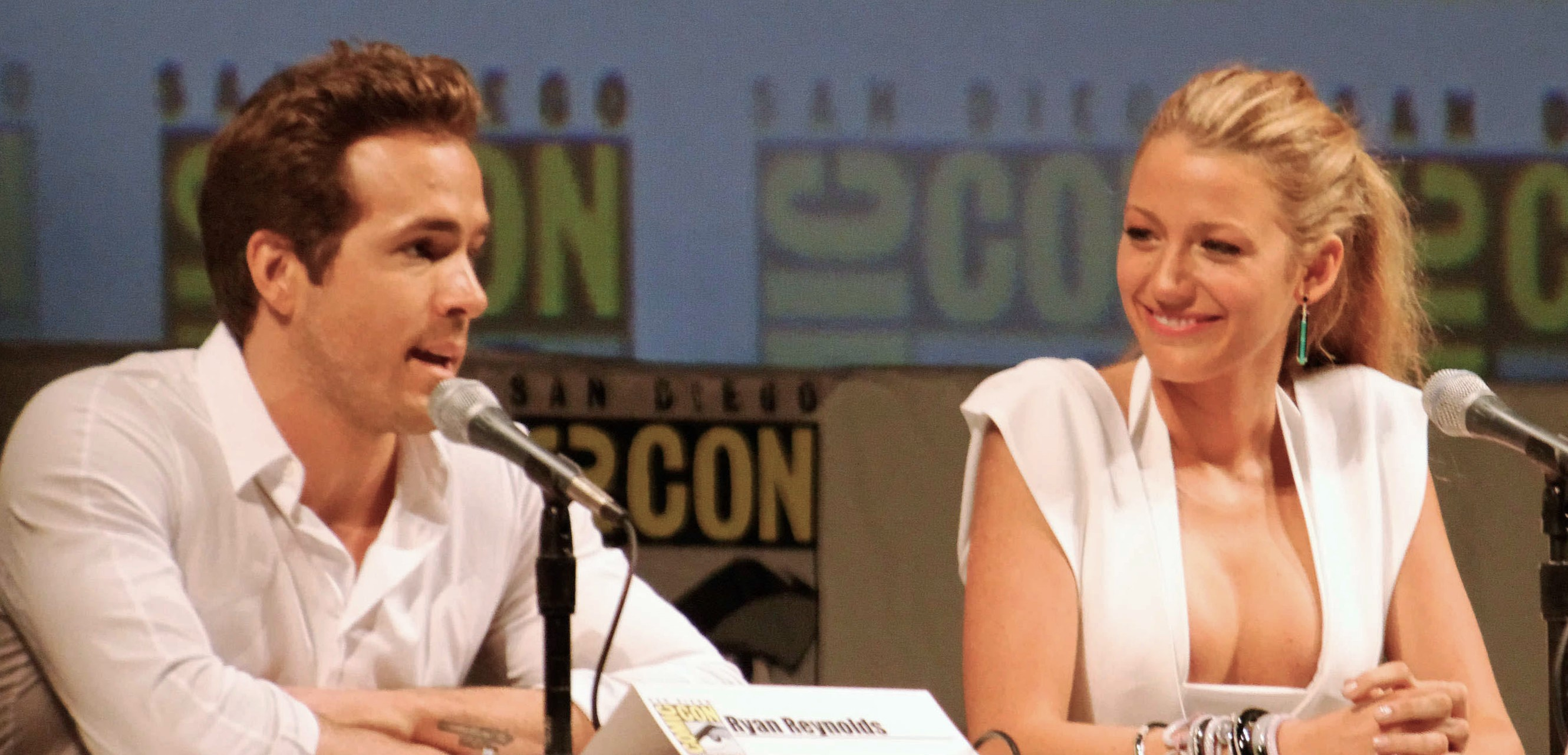
Reynolds i Blake Lively (2010)

Był zaręczony z piosenkarką Alanis Morissette, z którą tworzył związek w latach 2004–2006. 27 września 2008 ożenił się z aktorką Scarlett Johansson, jednak 1 lipca 2011 doszło do ich rozwodu.
9 września 2012 na ranczo w Karolinie Południowej poślubił aktorkę Blake Lively, z którą ma trzy córki: James (ur. 16 grudnia 2014), Ines (ur. 30 września 2016) i Betty (ur. 21 października 2019) oraz syna, Olina (ur. 2023).

## Filmografia

### Obsada
- 1993: Ordinary Magic jako Ganesh / Jeffrey
- 1993: 15 (Hillside, serial TV) jako Billy Simpson
- 1993–1994: Odyseja (The Odyssey, serial TV) jako Macro / Lee
- 1994: Nazywam się Kate (My Name Is Kate, TV) jako Kevin Bannister
- 1995: Lonesome Dove: The Outlaw Years (serial TV)
- 1995: Naznaczona (Serving in Silence: The Margarethe Cammermeyer Story, TV) jako Andy
- 1995–1998: Po tamtej stronie (The Outer Limits, serial TV) jako Derek Tillman / Paul Nodel
- 1996: Sabrina, nastoletnia czarownica (Sabrina the Teenage Witch, TV) jako Seth
- 1996: Gdy przyjaźń zabija (When Friendship Kills, TV) jako Ben Colson
- 1996: Z zimną krwią (In Cold Blood, miniserial TV) jako Bobby Rupp
- 1996: Z Archiwum X (The X Files, serial TV) jako Jay „Boom” DeBoom
- 1997: Life During Wartime jako Howard Ancona
- 1998: Tourist Trap (TV)
- 1998–2001: Oni, ona i pizzeria (Two Guys, a Girl and a Pizza Place, serial TV) jako Michael „Berg” Bergen
- 1999: Dick jako Chip
- 1999: Już nadchodzi (Coming Soon) jako Henry Lipschitz
- 2000: Big Monster on Campus jako Karl O’Reilly
- 2000: We All Fall Down jako Red Shoes
- 2001: Finder’s Fee jako Quigley
- 2002: Wieczny student (Van Wilder) jako Van Wilder
- 2002: Poszukiwana (Buying the Cow) jako Mike Hanson
- 2003: Hoży doktorzy (Scrubs, serial TV) jako Spence
- 2003: Teściowie (The In-Laws) jako Mark Tobias
- 2003: Niezawodny plan (Foolproof) jako Kevin
- 2004: Zeroman (serial TV) jako Ty Cheese (głos)
- 2004: Blade: Mroczna trójca (Blade: Trinity) jako Hannibal King
- 2004: O dwóch takich, co poszli w miasto (Harold and Kumar Go to White Castle) jako pielęgniarz
- 2005: Sex Talk jako dziennikarz sportowy
- 2005: Szkoła życia (School of Life, TV) jako Michael „Pan D” D’Angelo
- 2005: Zostańmy przyjaciółmi (Just Friends) jako Chris Brander
- 2005: Waiting... jako Monty
- 2005: Amityville (The Amityville Horror) jako George Lutz
- 2005: Just the Two of Us
- 2006: Teoria chaosu (Chaos Theory) jako Frank
- 2007: Dziewiątki (The Nines) jako Gary / Gavin / Gabriel
- 2007: As w rękawie (Smokin’ Aces) jako Richard Messner
- 2008: Na pewno, być może (Definitely, Maybe) jako Will Hayes
- 2008: Świetliki w ogrodzie (Fireflies in the Garden)
- 2008: The Lighthouse jako Will
- 2009: X-Men Geneza: Wolverine (X-Men Origins: Wolverine) jako Wade Wilson
- 2009: Kraina przygód (Adventureland) jako Mike Connell
- 2009: Papierowy bohater (Paper Man) jako kapitan Excellent
- 2009: Narzeczony mimo woli (The Proposal) jako Andrew Paxton
- 2010: Pogrzebany (Buried) jako Paul Conroy
- 2011: Zamiana ciał (The Change-Up) jako Mitch Planko
- 2011: Green Lantern jako Hal Jordan
- 2012: Ted jako Jared (niewymieniony w czołówce)
- 2012: Safe House jako Matt Weston
- 2013: R.I.P.D. Agenci z zaświatów (R.I.P.D.) jako Nick Walker
- 2013: Krudowie (The Croods) jako Guy (głos)
- 2014: Pojmani (The Captive) jako Matthew Piper
- 2014: Głosy (The Voices) jako Jerry Hickfang
- 2014: Milion sposobów, jak zginąć na Zachodzie (A Million Ways to Die in the West) jako człowiek zabity w barze
- 2015: Złota dama (Woman in Gold) jako Randol Schoenberg
- 2015: Klucz do wieczności (Self/less) jako Damian Hale i Mark Bitwell
- 2015: Mississippi Grind jako Curtis
- 2016: Umysł przestępcy (Criminal) jako Bill Pope
- 2016: Deadpool jako Wade Wilson / Deadpool
- 2017: Life jako Rory Adams
- 2017: Bodyguard Zawodowiec (The Hitman’s Bodyguard) jako Michael Bryce
- 2018: Deadpool 2 jako Wade Wilson / Deadpool
- 2019: 6 Underground jako One
- 2019: Szybcy i wściekli: Hobbs i Shaw (Fast & Furious presents: Hobbs & Shaw) jako Locke
- 2019: Pokémon: Detektyw Pikachu (Pokémon Detective Pikachu) jako detektyw Pikachu / Harry Goodman
- 2020: Krudowie 2: Nowa era (The Croods: A New Age) jako Guy
- 2021: Free Guy jako Guy oraz Dude
- 2021: Czerwona nota (Red Notice) jako Nolan Booth
- 2021: Bodyguard i żona zawodowca (The Hitman’s Wife’s Bodyguard) jako Michael Bryce
- 2022: Projekt Adam  (The Adam Project) jako Starszy Adam Reed
- 2022: Świąteczny duch (Spirited) jako Clint Briggs
- 2022: Randka, bez odbioru (Ghosted) jako Jonas
- 2024: Istoty fantastyczne (IF) jako Cal
- 2024: Deadpool & Wolverine jako Wade Wilson / Deadpool

### Producent
- 2007: Schooled
- 2007: Jedna sekunda filmowa (The 1 Second Film)

### Producent wykonawczy
- 2006: Blowback